# Nijiriguchi

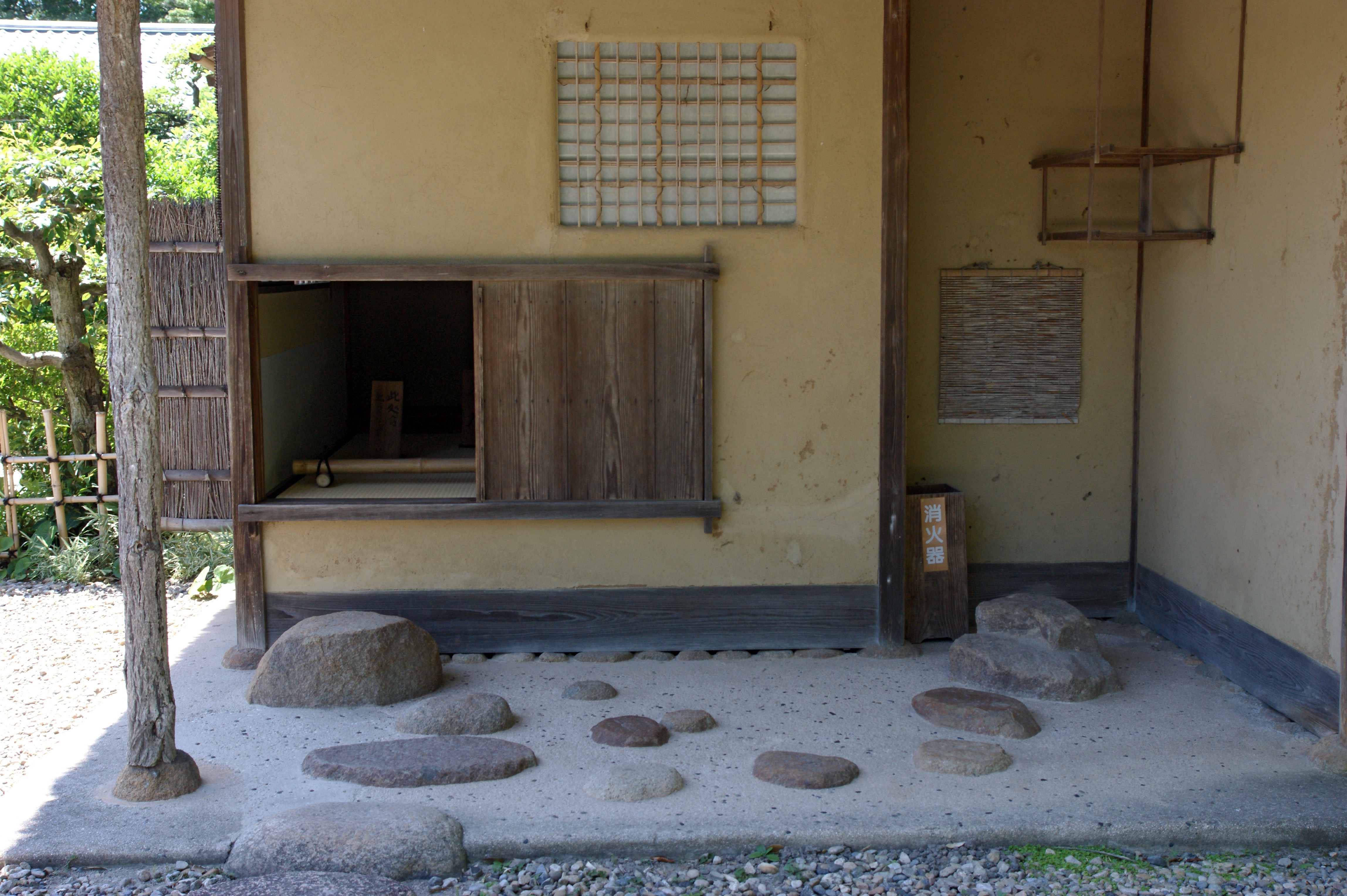
Nijiriguchi (躙口), il piccolo ingresso alla stanza del tè (questa è denominata chashitsu, 茶室).

Nijiriguchi (躙口, anche: nijiri agariguchi 躙上り口; nijirido 躙戸; o kuguriguchi 潜口) è un termine giapponese che indica il piccolo ingresso alla stanza del tè, Chashitsu (茶室), nel cha no yu.
Le sue dimensioni sono di circa 65 centimetri di altezza e 60 di larghezza.
Nel Nanboroku (南方録), il libro segreto del tè in sei volumi attribuito Sen no Rikyū, viene descritto per la prima volta questo ingresso e la sua funzionalità, tesa a separare l'ospite e la stanza del tè dal mondo esterno, costringendo il primo ad assumere un atteggiamento di umiltà e semplicità. Hosokawa Tadaoki (细川忠兴, chiamato anche Sansai, 三斎, 1563-1645) descrisse nel suo Hosokawa Sansai Chasho (细川三斉茶书) che: "Per poter entrare nel nijiri, occorre prima far entrare le mani, poi la testa, entrando con un primo ginocchio oscillando lateralmente far entrare anche l'altro". Lo scopo di questo ingresso, e le sue dimensioni, è quello di costringere gli ospiti della cerimonia del tè a piegarsi in segno di umiltà, entrando in uno spazio piccolo, a volte minimo, dove equilibrio e distacco dal mondo sono procurati da gesti che richiamano costantemente la presenza mentale in un ambito di naturalezza e spontaneità, in una sequenza di interazioni codificate e circondata da oggetti semplici ma di grande forza espressiva.